# Tulare, Kalifornien
Tulare är en stad (city) i Tulare County, i delstaten Kalifornien, USA. Enligt United States Census Bureau har staden en folkmängd på 60 289 invånare (2011) och en landarea på 54,2 km².